# Manilkara lososiana
Manilkara lososiana là một loài thực vật có hoa trong họ Hồng xiêm. Loài này được Kenfack & Ewango mô tả khoa học đầu tiên năm 2004.